# Oleksij Reznikov
Oleksij Jurijovyč Reznikov (in ucraino Олексій Юрійович Резніков?; Leopoli, 18 giugno 1966) è un politico ucraino di etnia russa, ministro della difesa dal 4 novembre 2021 al 3 settembre 2023.
Precedentemente ha ricoperto diverse altre cariche nel governo dell'Ucraina come quella di Vice Primo Ministro, Ministro per la reintegrazione dei territori temporaneamente occupati dell'Ucraina, vice capo dell'amministrazione statale della città di Kiev dal 2016 al 2018 e vice sindaco del consiglio comunale di Kiev da giugno 2014 a dicembre 2015. Reznikov è stato anche capo della delegazione nazionale dell'Ucraina al Congresso dei poteri locali e regionali del Consiglio d'Europa dal 2015 al 2016. Durante la crisi russo-ucraina del 2021-2022 è stato a capo della delegazione ucraina ai colloqui negoziali con la Russia.

## Biografia
Reznikov è nato a Leopoli, allora parte della Repubblica Socialista Sovietica Ucraina in Unione Sovietica. Suo padre, Yury Reznikov era un professore, maestro di acrobazia sportiva, responsabile dell'Istituto Statale di Cultura Fisica di Leopoli. Sua madre, Elena Reznikova, era una neurologa presso la clinica neuropsichiatrica di Leopoli, Master of Sports in Ginnastica ritmica.
Dal 1984 al 1986, Reznikov prestò servizio nelle forze aeree sovietiche.
Reznikov ha frequentato l'Università di Leopoli, ricevendo un master con lode in giurisprudenza nel 1991. Durante i suoi anni universitari, Reznikov ha partecipato attivamente alla vita studentesca: ha vinto le Olimpiadi degli studenti di legge in tutta la SSR ucraina nelle competizioni individuali e a squadre e ha rappresentato l'Ucraina alle Olimpiadi degli studenti di legge in tutta l'Unione Sovietica.
Oltre al suo nativo ucraino, Reznikov parla correntemente russo, inglese e polacco.